# Margarita Percovich
Margarita Percovich (Montevideo, 21 de gener de 1941) és una política uruguaiana pertanyent al Front Ampli.

## Biografia
Percovich va néixer a Montevideo, descendent de croates. Va ser una de les fundadores del Front Ampli i va lluitar contra la dictadura dels anys 1970. Al final d'aquesta, va participar en la fundació del Plenari de Dones de l'Uruguai, organització autònoma de dones creada per lluitar pels Drets Humans; també va ser fundadora i integrant de la Concertació Nacional de Dones de l'Uruguai el 1985.
El 1999 va ser elegida diputada pel seu partit. El 2004 tornà a ser elegida per al període 2005-2010. No obstant això, fins al 2008 ocupà un lloc al Senat de l'Uruguai, reemplaçant el llavors ministre d'Habitatge, Mariano Arana.
Durant la seva gestió destacà per la seva defensa dels drets dels homosexuals al país i el dret a la unió civil de les parelles del mateix sexe. A més de defensar aquest col·lectiu, Percovich va deixar obert el camí a l'adopció, una mesura avançada a Amèrica Llatina.